# Білогорівський заказник
Білого́рівський — один з об'єктів природно-заповідного фонду Луганської області, лісовий заказник місцевого значення.

## Розташування
Заказник розташований в Попаснянському районі Луганської області за межами населених пунктів на території, яка, за даними державного земельного кадастру, враховується у Білогорівській селищній раді, на території кварталів 140–144 (лісовпорядкування 1993 року) Сіверськодонецького лісництва Державного підприємства «Сіверськодонецьке лісомисливське господарство».

## Історія
Лісовий заказник місцевого значення «Білогорівський» оголошений рішенням Луганської обласної ради четвертого скликання № 22/14 від 23 грудня 2005 року.
Під час російської збройної агресії проти України (2014–2015) на території заказника велися бої, в результаті чого він був пошкоджений пожежами.

## Загальна характеристика
Лісовий заказник «Білогорівський» має площу 344,0 га.